# Cantó de Mesa

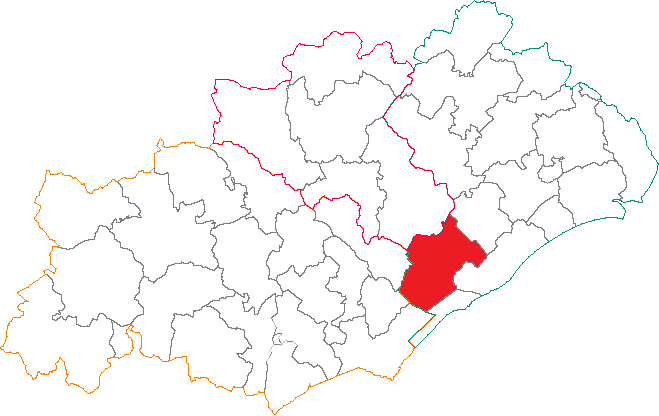
El cantó de Mesa a l'Erau

El cantó de Mesa és un cantó francès del departament de l'Erau, a la regió d'Occitània. Forma part del districte de Montpeller, té 7 municipis i el cap cantonal és Mesa.

## Municipis
- Bosiga
- Gijan
- Lopian
- Mesa
- Montbasin
- Poçan
- Vilamanda